# Lössplateau

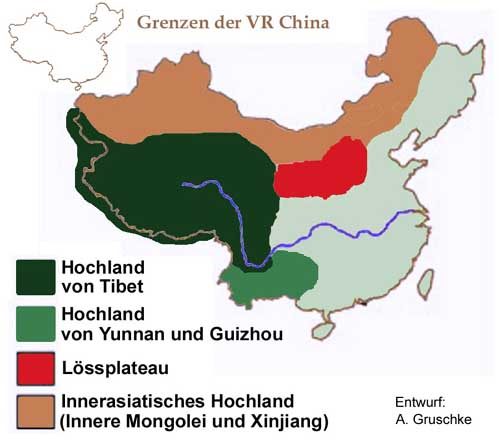
Lage des Lössplateaus in China

Das Lössplateau, Löss-Hochland (chinesisch 黃土高原, Pinyin Huángtǔ gāoyuán) oder Löss-Bergland in Huabei (Nordchina) ist eine Hochlandstufe, die den Übergang vom Nordchinesischen Tiefland zum Plateau der Inneren Mongolei im Norden sowie dem Hochland von Tibet im Westen darstellt. Der Südrand wird durch die ebenfalls von Löss geprägten Gebiete im Flusstal des Gelben Flusses sowie dessen wichtigstem Nebenfluss, den Wei He, gebildet, die im Süden von den felsigen Gebirgsketten des Qin Ling überragt werden. Das Lössplateau dehnt sich ungefähr 1000 km ost-westlich und 700 km nord-südlich aus und umfasst weitgehend die Provinzen Shanxi und Shaanxi sowie Teilregionen der Provinzen Hebei, Henan, Gansu, Qinghai und der Inneren Mongolei. Die Lössschichten im Bergland der Provinzen Henan, Shaanxi, Shanxi und Gansu sind bis zu 300 m mächtig.

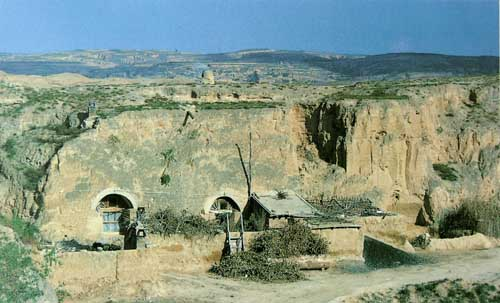
Lösswohnungen bei Yulin (Nord-Shaanxi)

Traditionell haben die Bewohner dieser Gebiete ihre Behausungen häufig in den Löss hinein gearbeitet. Die Lösswohnungen zeichnen sich durch ein ausgesprochen angenehmes, ausgeglichenes Raumklima aus, das die Temperaturextreme der kalten Winter und heißen Sommer besser abzumildern vermag als moderne Neubauten.
Der Löss ist als äolisches Sediment, das vor allem aus Schluff besteht, ein aus den innerasiatischen Wüsten und Steppen ausgeblasenes Feinmaterial. Der verfestigte Flugstaub ist gelbbraun und äußerst nährstoffreich. Im ostasiatischen Lössbergland finden sich die weltweit mächtigsten Lössablagerungsschichten.

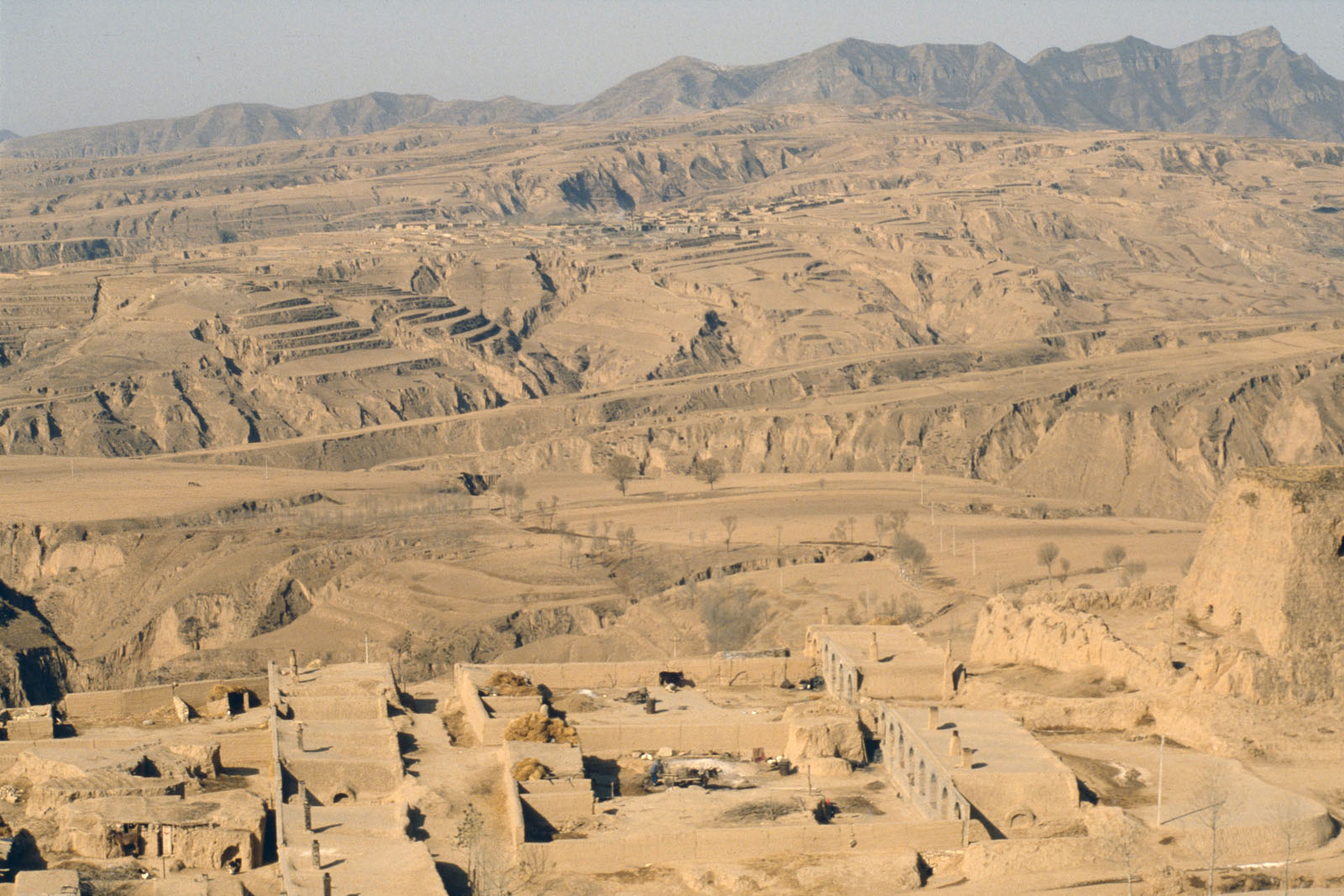
Lösslandschaft bei Hunyuan (Stadt Datong) in der chinesischen Provinz Shanxi

Entlang des Gelben Flusses, der seinen Namen von den mitgeführten Sedimenten hat, steht er in Ablagerungsschichten von bis zu 400 m an. Weltweit verfügt kein Fluss über eine stärkere Sedimentfracht, fast 40 Kilogramm pro Kubikmeter Wasser. Auf Grund der Sedimentation erhöht der Gelbe Fluss sein Bett im Tiefland und muss durch immer höhere Deiche eingedämmt werden. Bei Kaifeng und Zhengzhou liegt der Wasserspiegel bereits zehn Meter über dem Umland.